# Бурилчево
Бурилчево (на македонска литературна норма: Бурилчево) е село в източната част на Северна Македония, в община Чешиново-Облешево.

## География
Селото е разположено в Кочанското поле, западно от град Кочани.

## История
Край Бурилчево, на възвишение на левия бряг на река Брегалница е разположен археологическият обект Пилаво – селище от енеолита, обитавано около средата на V хилядолетие преди Христа.
Църквата „Света Богородица“ е средновековна, вероятно от XII век.
В XIX век Бурилчево е село в Кочанска кааза на Османската империя. Според статистиката на Васил Кънчов („Македония. Етнография и статистика“) от 1900 година Бурилчово има 65 жители българи и 35 цигани християни.
В началото на XX век население на селото са под върховенството на Българската екзархия. По данни на секретаря на екзархията Димитър Мишев („La Macédoine et sa Population Chrétienne“) през 1905 година в Бурилчево (Bouriltchevo) има 96 българи екзархисти.
При избухването на Балканската война в 1912 година един човек от Бурилчево е доброволец в Македоно-одринското опълчение.
След Междусъюзническата война в 1913 година селото остава в Сърбия.